# Damalis albatus
Damalis albatus är en tvåvingeart som beskrevs av Scarbrough 2006. Damalis albatus ingår i släktet Damalis och familjen rovflugor.
Artens utbredningsområde är Thailand. Inga underarter finns listade i Catalogue of Life.